# Spigelia valenzuelae
Spigelia valenzuelae là một loài thực vật có hoa trong họ Mã tiền. Loài này được Chodat & Hassl. miêu tả khoa học đầu tiên năm 1903.